# Mark Lawrenson
Mark Thomas Lawrenson (Preston, 1957. június 2. –) válogatott ír labdarúgó, hátvéd, edző.

## Pályafutása

### Klubcsapatban
1974 és 1977 között a Preston North End, 1977 és 1981 között a Brighton & Hove Albion, 1981 és 1988 között a Liverpool labdarúgója volt. A Liverpoollal öt angol bajnoki címet és egy kupagyőzelmet szerzett. Tagja volt az 1983–84-es BEK-győztes és az 1984–85-ös BEK-döntős csapatnak. 1988–89-ben a Barnet játékosa volt. 1989-ben az amerikai Tampa Bay Rowdies csapatában fejezte be az aktív játékot.

### A válogatottban
1977 és 1987 között 39 alkalommal szerepelt az ír válogatottban és öt gólt szerzett.

### Edzőként
1988-ban az Oxford United vezetőedzőjeként dolgozott.

## Sikerei, díjai
Liverpool FC
- Angol bajnokság
  - bajnok (5): 1981–82, 1982–83, 1983–84, 1985–86, 1987–88
- Angol kupa (FA Cup)
  - győztes: 1986
- Angol ligakupa
  - győztes (3): 1981–82, 1982–83, 1983–84
- Angol szuperkupa (FA Charity Shield)
  - győztes (2): 1982, 1986
- Bajnokcsapatok Európa-kupája (BEK)
  - győztes: 1983–84
  - döntős: 1984–85
- UEFA-szuperkupa
  - döntős: 1984